# Іларіон Карпінський
Іларіон Карпінський ЧСВВ (пол. Hilarion Karpiński; ? — 1762) — церковний діяч Великого князівства Литовського, ієромонах-василіянин, богослов, педагог, Генеральний секретар Василіянського Чину, укладач першого в Речі Посполитій польськомовного географічного словника.

## Життєпис
Народився у Великому князівстві Литовському. Про ранні роки життя практично нічого невідомо. Мав рідного брата Іраклія Карпінського — ієромонаха-василіянина. Також його однофамілець або родич о. Никодим Карпінський був протоігуменом Литовської провінції у 1763—1770 роках.
Після складення вічних обітів, у 1743 році призначений на студії до Папської Грецької колегії святого Атанасія в Римі (вписаний на навчання 28 листопада 1743, а завершив студії 31 березня 1750 року). Під час студій у Римі в 1748 році отримав священичі свячення.
У 1754 році перебував у монастирі Пресвятої Тройці у Вільно, де був другим професором богослов'я для василіянських студентів. На Генеральній капітулі Чину в Бересті 1759 року (5 вересня — 4 жовтня) обраний Генеральним секретарем Василіянського Чину від Литовської провінції.
Помер у 1762 році.

### Географічний словник
Отець Іларіон Карпінський збирав матеріали до географічного словника, який у 1766 році у Віленській василіянській друкарні видав його рідний брат о. Іраклій Карпінський з присвятою Ізабелі Чарторийській. Це був перший у Речі Посполитій польськомовний підручний географічний словник, у якому окрім фізіографічного опису подана також історична інформація, інформація про архітектурні споруди, зокрема культові, опис церковних відносин. У словнику представлені географічні об'єкти (міста, містечка і навіть деякі села) Речі Посполитої та європейські і позаєвропейські краї. Попри те, що у поясненні географічних термінів Іларіон Карпінський задекларував себе як прихильних геоцентризму, «Lexykon geograficzny…» був проявом тогочасного польського просвітництва і спричинився до поширення географічної інформації в період Едукаційної комісії.
- Lexykon geograficzny, dla gruntownego poięcia gazet i historyi z różnych autorów zebrany, przetłumaczony i napisany przez x. Hilaryona Karpińskiego, Z. S. Bazylego w prowincyi litewskiey kapłana i teologa. Po śmierci iego, z przydatkiem odmian, które zaszły, z wykładem na początku terminów geograficznych, i słownikiem nazwisk łacińskich na końcu położonym, do druku podany. W Wilnie w drukarni J. K. Mci XX. Bazylianów Roku 1766. [Архівовано 28 квітня 2018 у Wayback Machine.]